# Bundesstraße 199
De Bundesstraße 199 (ook wel B199) is een weg in Duitsland die loopt door de deelstaten Sleeswijk-Holstein en Mecklenburg-Voor-Pommeren.
Ze bestaat uit twee delen. Het eerste deel begint bij Klixbüll en loopt verder langs de steden Leck, Flensburg en verder naar Kappeln. Dit deel is ongeveer 86 kilometer lang. Het tweede deel begint bij Klempenow en loopt verder naar Anklam. Dit deel is ongeveer 23,5 kilometer lang.

## Routebeschrijving
Schleeswijk-Holstein
De B199 begint op een kruising met de B5 bij de stad Niebüll,en  door Leck, Stadum, Schafflund, Wallsbüll, Handewitt, Harrislee. De B199  kruist bij afrit Flensburg de A7, loopt langs het vliegveld Flensburg-Schäferhaus en sluit bij afrit Flensburg-Zentrum sluit op de B200. Dan lopen  tot aan de afrit Flensburg-Süd hier splitst de B199 af en loopt door Wees, Oxbüll, langs Munkbrarup, Ringsberg, Langballig, Dollerup, Quern-Nübelfeld, Steinbergkirche, Steinberg, Niesgrau, Koppelheck, Ohrfeld, Gelting, Hasselberg, Schwensholz,  langs Gundelsby, Kieholm en langs Rabel voordat ze in Kappeln eindigt op een kruising met de B201/B203.
B1 · B2 · B4 · B5 · B75 · B76 · B77 · B87 · B96 · B96a · B96b · B97 · B101 · B102 · B103 · B104 · B105 · B106 · B107 · B108 · B109 · B110 · B111 · B112 · B112n · B113 · B115 · B122 · B156 · B158 · B166 · B167 · B168 · B169 · B179 · B182 · B183 · B187 · B188 · B189 · B190n · B191 · B192 · B193 · B194 · B195 · B196 · B197 · B198 · B199 · B200 · B201 · B202 · B203 · B204 · B205 · B206 · B207 · B208 · B209 · B246 · B320 · B321 · B404 · B430 · B431 · B432 · B434 · B435 · B495 · B501 · B502 · B503